# John Shaw (Politiker)

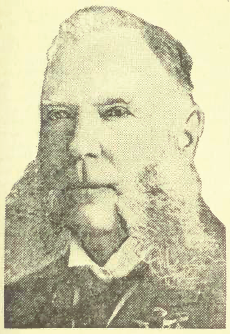
John Shaw

John Shaw (* 1837; † 1917) war Rechtsanwalt, Politiker und 29. Bürgermeister von Toronto.

## Leben
Von 1883 bis 1895 war er Mitglied des Stadtrates und kandidierte ein Jahr später erfolglos gegen den damaligen Amtsinhaber Robert John Fleming. 1897 kandidierte er erneut, nachdem Fleming im August sein Amt niederlegte und konnte die Wahl für sich entscheiden. Shaw war vom 6. August 1897 bis Januar 1899 Bürgermeister von Toronto. Er wohnte zusammen mit seiner Frau der Eröffnungsfeier zum Rathaus von Toronto bei. Nach seiner Amtszeit als Bürgermeister wurde er für zwei Jahre in den Kontrollausschuss des Stadtrates gewählt und trat 1908 für die Progressive Conservative Party of Ontario an und war bis zu seinem Ausscheiden aus der Politik 1911 Mitglied der Legislativversammlung von Ontario.